# Apsida (architektura)

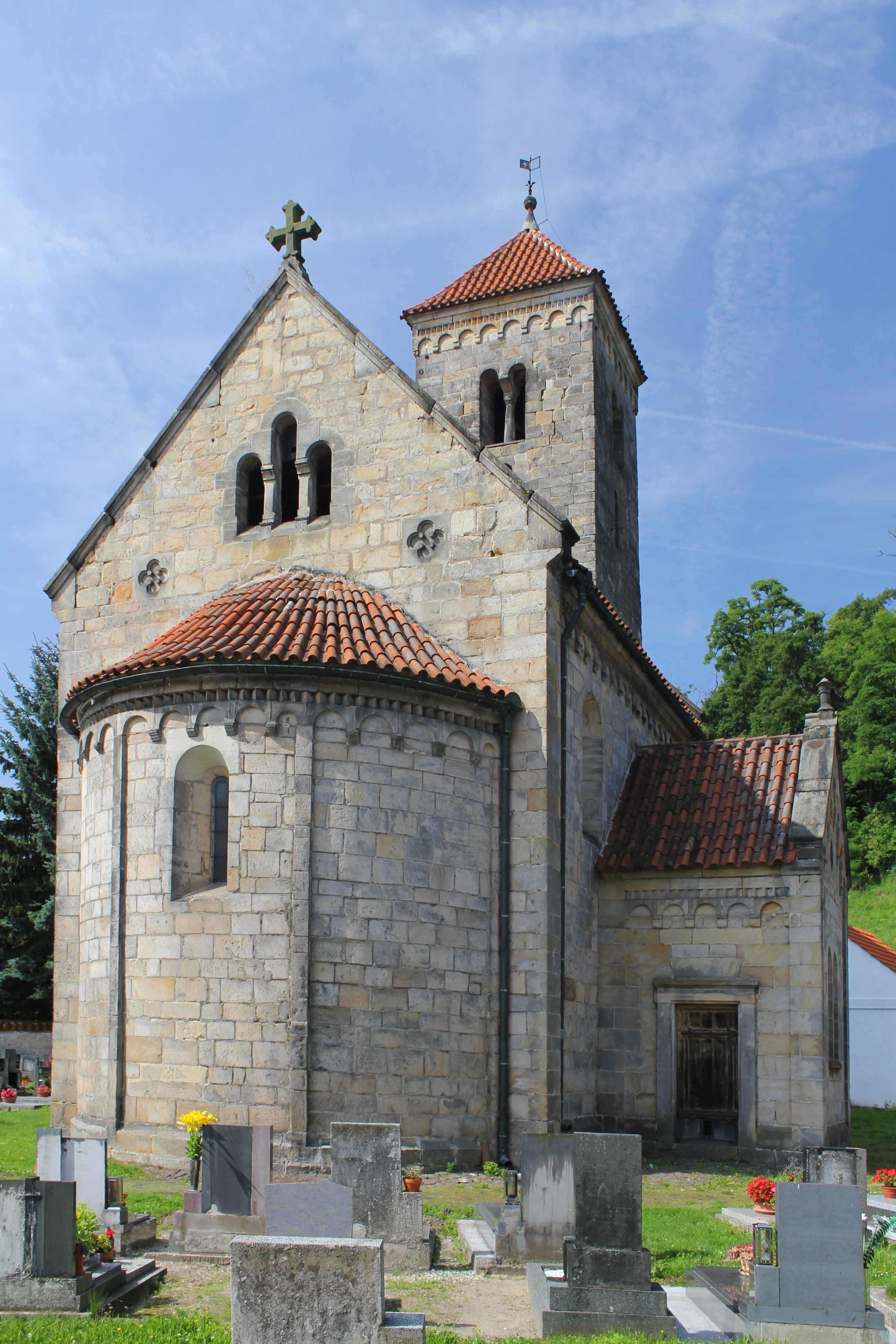
Románský kostelík Nanebevzetí Panny Marie s apsidou v Mohelnici nad Jizerou

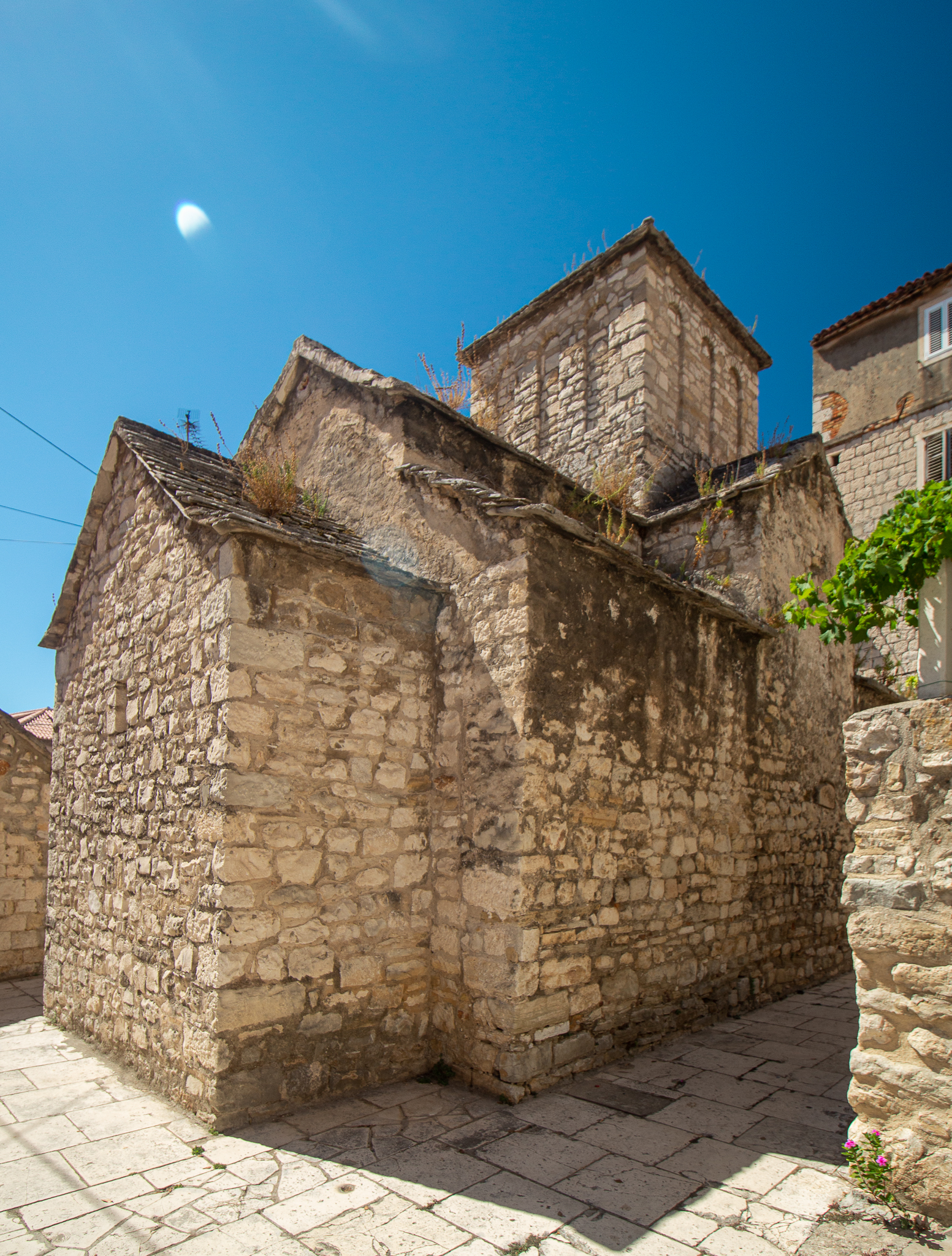
Pravoúhlá apsida kostelíka sv. Mikuláše v chorvatském Splitu

Apsida (ze starořeckého ἁψίς / ápsis, v mn. č. ἀψίδες / ápsides - oblouk, zaoblení, obloha a lat. apsis či absis – výklenek) je oltářní nika obvykle půlkruhového půdorysu či ve tvaru podkovy, může však mít také tvar pravoúhlý či polygonální. Kruhová apsida bývá zaklenutá konchou.
Jako architektonický prvek vznikla v římské antické, respektive byzantské architektuře a byl používána především v předrománské, románské a románsko-gotické architektuře.

## Vznik
Nejprve byly apsidy použity v římských thermách, bazilikách a chrámech, kde byly v podobě polokruhové niky s konchou určeny pro sochy božstev nebo významných osobností.
V křesťanském kostele je v apsidě umístěn oltář. Apsidy, tj. polokruhové niky s konchou byly používány pouze v raněkřesťanské a románské architektuře.

## Románská architektura
V románské architektuře apsida zpravidla přiléhá ke čtvercovému či obdélnému kostelnímu chóru, případně u menších kostelů (například u rotund) může také bezprostředně navazovat na chrámovou loď. V takovém případě plní apsida přímo roli presbytáře, a může mít proto i poměrně veliké rozměry a podkovovitý tvar. Naopak veliké a rozsáhlé baziliky mohou být vybaveny řadou apsid, uzavírajících též boční kaple, nebo z jihu a severu navazující na příčnou loď.

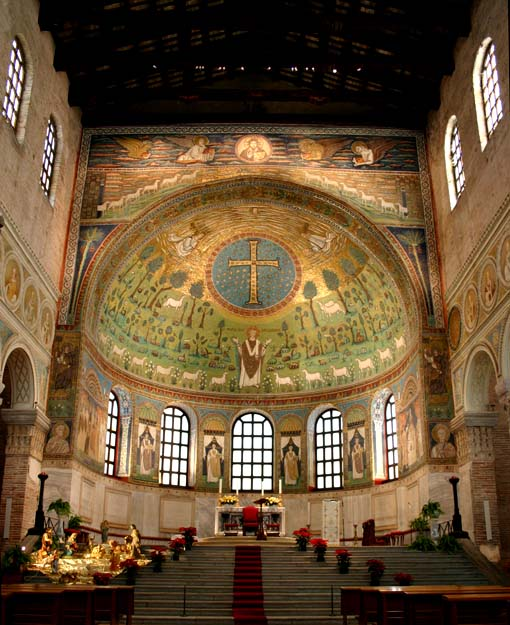
Raně křesťanská byzantská apsida s polokruhovou kupolí v bazilice sv. Apolináře v Ravenně.

Pokud je apsida mělká (zvláště v raněkřesťanské architektuře), používáme pro její označení též termín exedra. Apsida je zpravidla zaklenuta polokupolovitou klenbou, která se nazývá koncha. Velmi často bývá v konše umístěna rozměrná nástěnná malba zobrazující Krista - Pantokratora. Apsida bývá osvětlena jedním, osově umístěným oknem nebo i několika románskými okny (původně vždy lichý počet) s oboustranně se rozšiřujícími špaletami. Výjimečně mohou být apsidy též plochostropé.

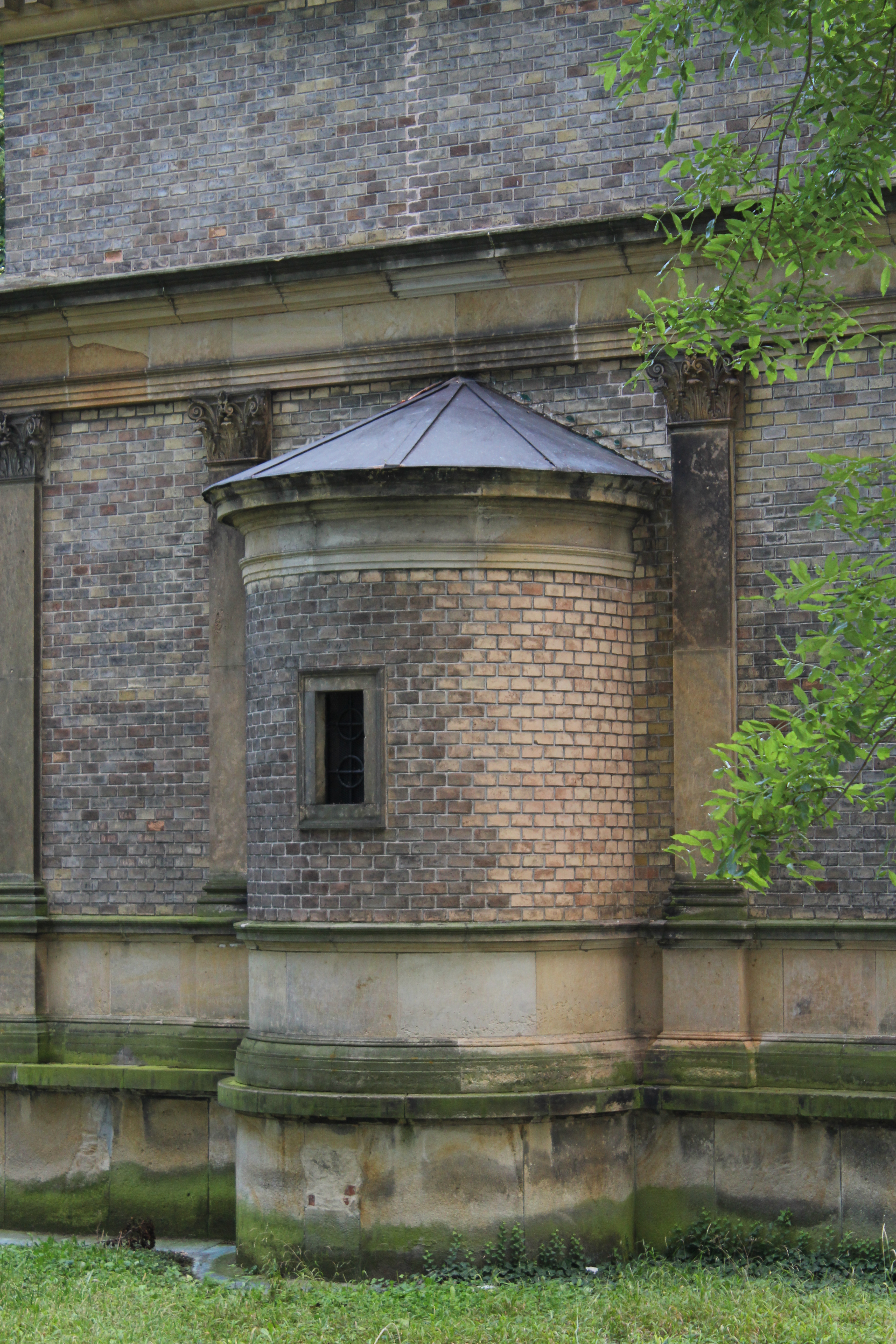
Antonín Wiehl: Novorenesanční apsida schodiště do krypty v pohřební kapli a hrobce Daubků v Litni (1888)

## Mladší použití
V gotické architektuře užití polokruhových závěrů mizí a nahrazuje je polygonální závěr navazující bezprostředně na chór a zaklenutý odlišným typem klenby. Apsidy se poté objevují již pouze v neorománské architektuře 19. a počátku 20. století. Ve světské architektuře se termín apsida nepoužívá, je nutné použít termín exedra.